# Idioma karakalpako
El karakalpako (Қарақалпақ тили, Qaraqalpaq tili) es una lengua túrquica hablada principalmente por los karakalpakos en Karakalpakistán (Uzbekistán). El kazajo y el nogayo son las idiomas más cercanos al karakalpako. 